# Benamargosa
Benamargosa – gmina w Hiszpanii, w prowincji Malaga, w Andaluzji, o powierzchni 12,12 km². W 2011 roku gmina liczyła 1634 mieszkańców.